# 巴尔蒂斯坦

Baltistan 巴爾蒂斯坦

巴尔蒂斯坦（Baltistan），唐代稱為大勃律，清代稱巴勒提，是巴基斯坦控制下克什米尔吉尔吉特-巴尔蒂斯坦的一個地區。地处喜马拉雅山脉、喀喇昆仑山脉、兴都库什山脉的交汇地，印度河上游河谷之中，面积27,400平方千米，包括2个县，Ghanche（面积9,400平方千米，首府Khaplu）和Skardu（面积18,000平方千米，首府Skardu）。主体民族是以藏族与印欧人种混血的巴尔蒂人。

## 历史
唐玄宗时高仙芝所征“大小勃律”中的“大勃律”即今天的巴尔蒂斯坦，“小勃律”即今天的吉尔吉特。
波斯语称巴尔蒂斯坦为“小西藏”，並且为英国殖民者所继承。是西藏第四十二代赞普的后裔统治的西藏地区。现在70%人口讲巴尔蒂语（与藏语相关）。大多数居民信奉伊斯兰教什叶派。

## 轶闻
当地风景优美，自称香格里拉，是众多争夺香格里拉称号的候选地之一。這里也是大日經所説的勃嚕囉。